# Last Knights
Last Knights è un film del 2015 diretto da Kazuaki Kiriya, ispirato e basato sulla vera storia dei quarantasette ronin.

## Trama
Bartok, un vecchio nobile moresco, veglia sul suo piccolo regno, parte di un grande impero. A proteggere il clan di Bartok, è il comandante Raiden insieme ai suoi soldati. Bartok, senza eredi maschi, decide di scegliere Raiden come erede, donandogli una spada. L'impero è corrotto e il ministro, Geza Mott, braccio destro dell'Imperatore, umilia Bartok picchiandolo con un bastone per non aver fornito una tangente adeguata, e in sèguito lo mette sotto processo accusandolo apertamente di disprezzare l'impero e di avere attentato alla sua vita. Con l'inganno Geza Mott riesce a convincere l'Imperatore a far condannare a morte Bartok e, dopo che Raiden cerca di opporsi, ordina a quest'ultimo di eseguire la sentenza nei confronti del proprio signore: in caso contrario la moglie e la figlia di Bartok subiranno la stessa sorte. Costretto dagli eventi e spinto dallo stesso Bartok a commettere l'esecuzione, Raiden decapita il suo padrone; in sèguito scioglie l'esercito e libera da ogni impegno i suoi commilitoni, gettandosi in un alcolismo autodistruttivo. Geza è convinto che Raiden potrebbe vendicarsi e chiede al mercenario più fedele, Ito, di seguire Raiden per assicurarsi che non ci sia alcuna possibilità di vendetta.
Un anno dopo, ognuno dei nobili soldati ha trovato un nuovo impiego nella capitale, mentre Raiden è solo un pallido ritratto dell'uomo che era un tempo. La moglie di Raiden, Naomi, non potendo più sopportare di vedere suo marito in quello stato, soprattutto dopo che egli ha venduto la spada donata da Bartok per pagarsi da bere, minaccia di lasciarlo. Quando la figlia di Bartok è offerta a Raiden in un bordello, egli non mostra interesse per lei e la lascia lì. Geza infine abbassa la guardia e smette di far pedinare Raiden non ritenendolo più pericoloso.
Raiden, che aveva calcolato tutto, ritrova il suo vecchio clan e si comprende che il gruppo era solo in attesa del momento giusto per la vendetta e per riconquistare l'onore perduto vendicando la morte del loro padrone. Il clan ha, in tutto questo periodo, costruito contatti e collegamenti, inoltre ha raccolto informazioni su Geza. Perfino Auguste, padre della moglie di Geza, chiede aiuto a Raiden per liberare la figlia da quel matrimonio.
Raiden e i suoi uomini si infiltrano con successo nella tenuta di Geza ma vengono scoperti e cadono uno dopo l'altro, fino a che, dopo un duello con Ito, Raiden riesce a irrompere nella camera da letto di Geza e a decapitarlo. Con Geza morto, il gruppo superstite di Raiden salva la figlia di Bartok e le dice che l'onore del padre è stato ripristinato. Quando la notizia dell'accaduto raggiunge l'Imperatore egli discute con il suo consiglio su come trattare i soldati di Bartok. I membri del consiglio fanno presente che tutto il popolo considera questi cavalieri degli eroi; se la punizione verrà considerata ingiusta i cavalieri diverranno dei martiri e il popolo potrebbe ribellarsi all'Imperatore stesso, consigliano quindi di ripristinarne l'onore, così da garantire lealtà da parte di Raiden e dei suoi verso l'Imperatore. Quest'ultimo però non può permettere che simili trasgressioni avvengano nel suo regno e così Auguste, uno dei membri del consiglio dell'Imperatore, si fa avanti con una soluzione: come propostogli da Raiden in un incontro precedente, sarà quest'ultimo ad assumersi tutta la colpa e a sacrificare sé stesso per salvare i suoi uomini.
Raiden e i suoi arrivano dall'Imperatore; solo Raiden è fatto passare e, mentre si accinge ad andare incontro al suo destino, viene proclamato un editto dove tutti i cavalieri sono riconosciuti come eroi e viene anche dichiarato che, malgrado le circostanze, uccidere un membro del sommo consiglio è considerato un attacco diretto contro l'imperatore, quindi contro la nazione, e non può essere lasciato impunito. Tuttavia un flashback in cui Raiden ritrova la moglie da cui si era fatto abbandonare, e lo sguardo di ribellione prima del martirio in sèguito alla condanna, fanno intendere con un finale aperto che Raiden sarà pronto a liberarsi nuovamente dal giogo, anche contro la sentenza di morte dell'imperatore.